# Atletismo nos Jogos Olímpicos de Verão de 2016 - Salto em distância feminino
A competição do salto em distância feminino do atletismo nos Jogos Olímpicos de Verão de 2016 aconteceu entre os dias 16 e 17 de agosto no Estádio Olímpico.

## Calendário
Horário local (UTC-3).
| Data                         | Horário | Fase          |
| ---------------------------- | ------- | ------------- |
| Terça 16 de agosto de 2016   | 21:05   | Eliminatórias |
| Quarta, 17 de agosto de 2016 | 21:15   | Final         |

## Medalhistas
| Ouro   | USA Tianna Bartoletta |
| Prata  | USA Brittney Reese    |
| Bronze | SRB Ivana Španović    |

## Recordes
Antes desta competição, os recordes mundiais e olímpicos da prova eram os seguintes:
| Tipo | Atleta               | Marca  | Local      | Data                   |
| ---- | -------------------- | ------ | ---------- | ---------------------- |
|      | Galina Chistyakova   | 7,52 m | Leningrado | 11 de junho de 1988    |
|      | Jackie Joyner-Kersee | 7,40 m | Seul       | 29 de setembro de 1988 |

## Resultados

### Eliminatórias
Qualificação: 6,75 m (Q) ou os 12 melhores qualificados (q) avançam para as finais.
| Pos. | Grupo | Atleta              | CON                | #1   | #2   | #3   | Resultado | Notas |
| ---- | ----- | ------------------- | ------------------ | ---- | ---- | ---- | --------- | ----- |
| 1    | A     | Ivana Španović      | SRB Sérvia         | 6.87 |      |      | 6.87      | Q     |
| 2    | A     | Malaika Mihambo     | GER Alemanha       | 6.63 | 6.82 |      | 6.82      | Q     |
| 3    | B     | Brittney Reese      | USA Estados Unidos | 6.78 |      |      | 6.78      | Q     |
| 4    | B     | Ksenija Balta       | EST Estônia        | 6.13 | 6.71 | –    | 6.71      | q     |
| 5    | A     | Tianna Bartoletta   | USA Estados Unidos | 6.44 | 6.70 | 6.61 | 6.70      | q     |
| 6    | B     | Ese Brume           | NGR Nigéria        | 6.32 | 6.67 | 6.49 | 6.67      | q     |
| 7    | A     | Lorraine Ugen       | GBR Grã-Bretanha   | 6.44 | 6.58 | 6.65 | 6.65      | q     |
| 8    | A     | Darya Klishina      | RUS Rússia         | 6.64 | x    | x    | 6.64      | q     |
| 9    | B     | Brooke Stratton     | AUS Austrália      | 6.40 | 6.46 | 6.56 | 6.56      | q     |
| 10   | A     | Maryna Bekh         | UKR Ucrânia        | 6.49 | 6.47 | 6.55 | 6.55      | q     |
| 11   | A     | Sosthene Moguenara  | GER Alemanha       | 6.46 | x    | 6.55 | 6.55      | q     |
| 12   | B     | Jazmin Sawyers      | GBR Grã-Bretanha   | 6.49 | 6.36 | 6.53 | 6.53      | q     |
| 13   | B     | Janay Deloach       | USA Estados Unidos | 6.45 | 6.50 | 6.46 | 6.50      |       |
| 14   | A     | Karin Melis Mey     | TUR Turquia        | 6.49 | 6.43 | 6.40 | 6.49      |       |
| 15   | B     | Jana Velďáková      | SVK Eslováquia     | 6.45 | 6.48 | 6.29 | 6.48      |       |
| 16   | A     | Bianca Stuart       | BAH Bahamas        | 6.45 | 5.40 | 6.39 | 6.45      |       |
| 17   | A     | Chelsea Jaensch     | AUS Austrália      | 6.20 | 6.35 | 6.41 | 6.41      |       |
| 18   | A     | Alina Rotaru        | ROU Romênia        | 6.40 | x    | 6.38 | 6.40      |       |
| 19   | B     | Anna Kornuta        | UKR Ucrânia        | x    | 6.34 | 6.37 | 6.37      |       |
| 20   | A     | Christabel Nettey   | CAN Canadá         | 6.05 | 6.32 | 6.37 | 6.37      |       |
| 21   | B     | Shara Proctor       | GBR Grã-Bretanha   | 6.36 | 6.34 | 6.30 | 6.36      |       |
| 22   | B     | Juliet Itoya        | ESP Espanha        | 6.35 | x    | 5.69 | 6.35      |       |
| 23   | B     | Eliane Martins      | BRA Brasil         | 6.33 | 6.24 | 6.30 | 6.33      |       |
| 24   | A     | Concepción Montaner | ESP Espanha        | 6.23 | 6.23 | 6.32 | 6.32      |       |
| 25   | A     | Volha Sudarava      | BLR Bielorrússia   | 6.29 | x    | x    | 6.29      |       |
| 26   | B     | Maria Natalia Londa | INA Indonésia      | 6.21 | 6.29 | 6.29 | 6.29      |       |
| 27   | B     | Khaddi Sagnia       | SWE Suécia         | 6.04 | 6.25 | x    | 6.25      |       |
| 28   | B     | Marestella Sunang   | PHI Filipinas      | 6.22 | 6.10 | 6.15 | 6.22      |       |
| 29   | A     | Yuliya Tarasova     | UZB Uzbequistão    | x    | 6.10 | 6.16 | 6.16      |       |
| 30   | B     | Yvonne Treviño      | MEX México         | x    | 6.16 | x    | 6.16      |       |
| 31   | A     | Anna Lunyova        | UKR Ucrânia        | 6.12 | 6.15 | 6.14 | 6.15      |       |
| 32   | A     | Haido Alexouli      | GRE Grécia         | 6.07 | x    | 6.13 | 6.13      |       |
| 33   | B     | Lynique Prinsloo    | RSA África do Sul  | 5.96 | x    | 6.10 | 6.10      |       |
| 34   | B     | Alexandra Wester    | GER Alemanha       | 5.98 | x    | x    | 5.98      |       |
| 35   | A     | Amaliya Sharoyan    | ARM Armênia        | 5.58 | x    | 5.95 | 5.95      |       |
| 36   | B     | María del Mar Jover | ESP Espanha        | x    | 5.82 | 5.90 | 5.90      |       |
| 37   | B     | Konomi Kai          | JPN Japão          | x    | x    | 5.87 | 5.87      |       |
| 38   | A     | Keila Costa         | BRA Brasil         | 5.86 | 5.73 | 5.79 | 5.86      |       |

### Final
| Pos.              | Atleta             | CON                | #1   | #2   | #3   | #4          | #5          | #6          | Resultado | Notas                |
| ----------------- | ------------------ | ------------------ | ---- | ---- | ---- | ----------- | ----------- | ----------- | --------- | -------------------- |
| Medalha de ouro   | Tianna Bartoletta  | USA Estados Unidos | x    | 6.94 | 6.95 | 6.74        | 7.17        | 7.13        | 7.17      | Recorde pessoal      |
| Medalha de prata  | Brittney Reese     | USA Estados Unidos | x    | 6.79 | x    | x           | 7.09        | 7.15        | 7.15      |                      |
| Medalha de bronze | Ivana Španović     | SRB Sérvia         | 6.95 | x    | x    | 6.91        | 7.08        | 7.05        | 7.08      | Recorde nacional     |
| 4                 | Malaika Mihambo    | GER Alemanha       | 6.83 | x    | x    | 6.58        | 6.95        | 6.79        | 6.95      | Recorde pessoal      |
| 5                 | Ese Brume          | NGR Nigéria        | 6.73 | 6.34 | 6.71 | 5.96        | 6.81        | x           | 6.81      |                      |
| 6                 | Ksenija Balta      | EST Estônia        | 6.71 | x    | 6.79 | 6.71        | x           | 6.62        | 6.79      | Recorde da temporada |
| 7                 | Brooke Stratton    | AUS Austrália      | x    | 6.69 | 6.64 | 6.74        | 6.64        | 6.53        | 6.74      |                      |
| 8                 | Jazmin Sawyers     | GBR Grã-Bretanha   | 6.55 | 6.69 | 6.57 | 6.53        | x           | x           | 6.69      |                      |
| 9                 | Darya Klishina     | RUS Rússia         | 6.63 | 6.60 | 6.53 | Não avançou | Não avançou | Não avançou | 6.63      |                      |
| 10                | Sosthene Moguenara | GER Alemanha       | 6.61 | x    | 6.46 | Não avançou | Não avançou | Não avançou | 6.61      |                      |
| 11                | Lorraine Ugen      | GBR Grã-Bretanha   | 6.56 | x    | 6.58 | Não avançou | Não avançou | Não avançou | 6.58      |                      |
| –                 | Maryna Bekh        | UKR Ucrânia        | x    | x    | x    | Não avançou | Não avançou | Não avançou | NM        |                      |

Legenda
| Recorde mundial      | Recorde mundial (World record)               |                       | Recorde africano                      | Recorde africano (African) |                                           | Q | Classificado por posição (Qualified) |
| Recorde olímpico     | Recorde olímpico (Olympic record)            | Recorde da América    | Recorde da América (Americas)         | q                          | Classificado por melhor tempo (Qualified) |   |                                      |
| Melhor marca do ano  | Melhor marca do ano (World leading)          | Recorde asiático      | Recorde asiático (Asian)              | DNS                        | Não largou (Did not start)                |   |                                      |
| Recorde nacional     | Recorde nacional (National record)           | Recorde europeu       | Recorde europeu (European)            | DNF                        | Não terminou (Did not finish)             |   |                                      |
| Recorde pessoal      | Recorde pessoal do atleta (Personal best)    | Recorde da Oceania    | Recorde da Oceania (Oceania)          | DSQ / DQ                   | Desclassificado (Disqualified)            |   |                                      |
| Recorde da temporada | Recorde da temporada do atleta (Season best) | Recorde sul-americano | Recorde sul-americano (South America) | NM                         | Sem marca (No mark)                       |   |                                      |